# Comté de Baldwin (Alabama)
Pour les articles homonymes, voir Comté de Baldwin et Baldwin.
Le comté de Baldwin (en anglais : Baldwin County) est un comté des États-Unis situé dans le sud de l'État de l'Alabama. Son nom honore Abraham Baldwin, un des pères fondateurs des États-Unis issu de Géorgie (1754-1807). Le Bureau du recensement des États-Unis (United States Census Bureau) estime sa population à 171 769 personnes en 2007. Le siège du comté est Bay Minette.
Pour le gouvernement fédéral, le comté est désigné sous le nom de région micropolitaine Daphne-Fairhope-Foley.

## Histoire
Le comté de Baldwin est créé le 21 décembre 1809, 10 ans avant que l'Alabama ne devienne un État. Avant cela, le comté fait partie du Territoire du Mississippi jusqu'au 3 mars 1817, date de la création du Territoire de l'Alabama auquel est rattaché le comté de Baldwin. Deux ans plus tard, le 14 décembre 1819, l'Alabama devient le 22e État des États-Unis.
Lors des premiers jours de vie du comté de Baldwin, la ville de McIntosh Bluff (aujourd'hui dans le comté de Mobile, à l'ouest du comté de Baldwin) sur la Tombidgee River est le siège du comté. Après un transfert vers la ville de Blackeley en 1810, le siège du comté est ensuite déménagé à Daphne en 1868. En 1900, un Acte de la Législature de l'Alabama autorise une nouvelle relocalisation du siège, cette fois à Bay Minette. Cependant, la ville de Daphne refuse ce déménagement. Afin d'installer le siège du comté à Bay Minette, les habitants de cette ville mettent sur pied une stratégie. Pour leurrer le shérif et son député et les emmener loin de Daphne, les habitants de Bay Minette simulent un meurtre. Pendant que, très tard, les forces de l'ordre sont à la recherche de l'assassin fictif, le groupe de Bay Minette accomplit silencieusement les 17 miles qui les séparent de Daphne, s'empare des documents au Siège et les ramène à Bay Minette, où le siège du comté est toujours installé aujourd'hui. Un tableau situé dans le bureau de poste de Bay Minette atteste cet épisode.
Le comté de Baldwin, à cause de sa proximité avec le golfe du Mexique, doit fréquemment faire face à des manifestations caractéristiques des climats tropicaux, par exemple des cyclones. Le comté a été plusieurs fois déclaré zone sinistrée : en septembre 1979 à cause de l'ouragan Frederic (en), en septembre 2004 à cause de l'ouragan Ivan et en août 2005 à cause de l'ouragan Katrina.

## Géographie
Selon le Bureau du recensement des États-Unis, le comté de Baldwin couvre une superficie totale de 5 250 km2 dont 4 135 de terre et 1 115 d'eau. La superficie totale de l'eau représente 21,24 % de la surface du comté. Celui-ci est le 12e plus grand à l'est du Mississippi.

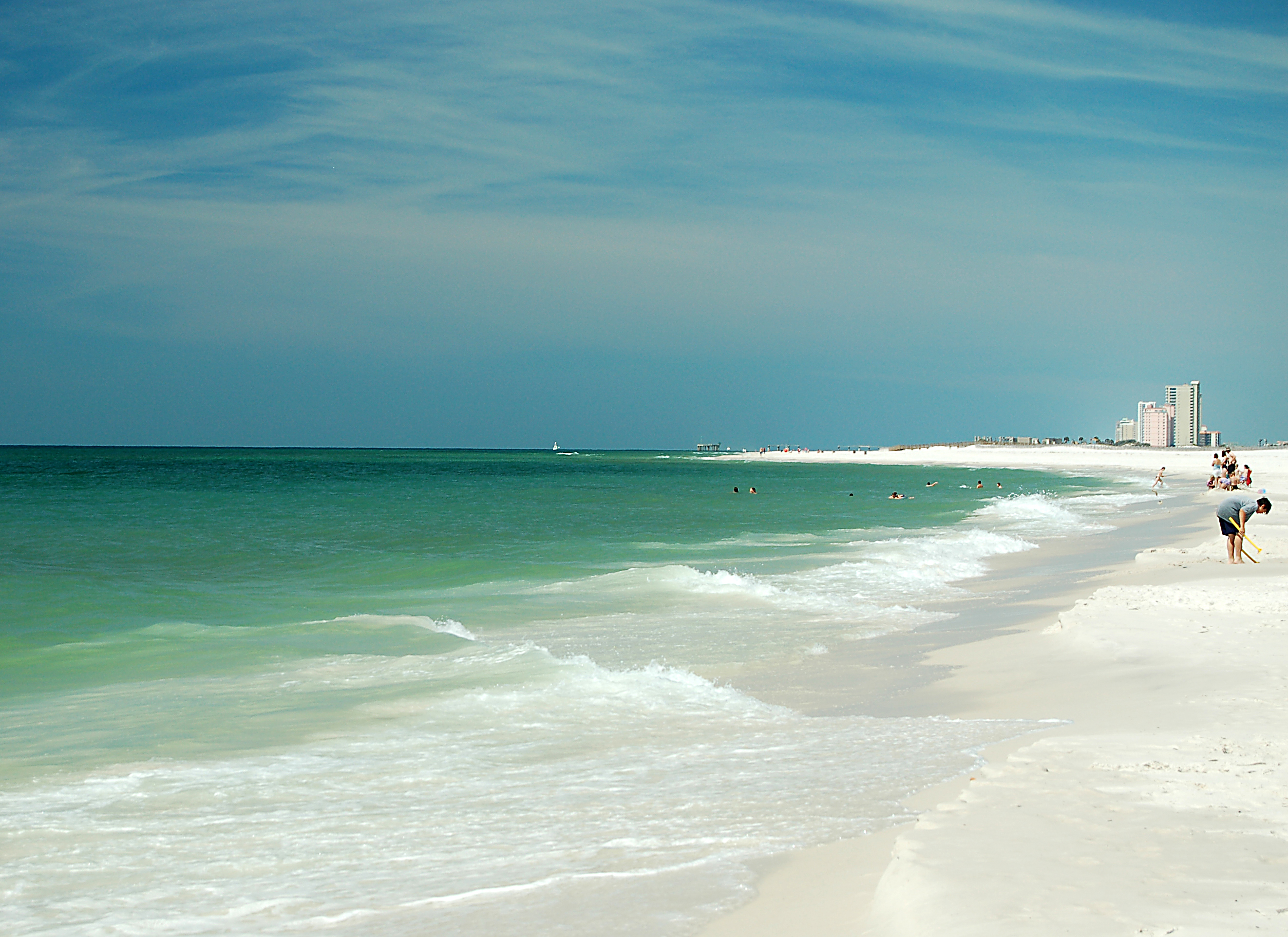
Plages du Comté de Baldwin

### Situation
Le comté se trouve à l'extrême sud-ouest de l’État et forme l'une des deux parties de son accès au golfe du Mexique via la baie de Mobile.

#### Comtés limitrophes
| Comté de Clarke, Comté de Washington | Comté de Clarke, Comté de Monroe | Comté de Monroe                                        |
| Comté de Mobile                      | Comté de Baldwin                 | Comté d'Escambia (Alabama), Comté d'Escambia (Floride) |
| Golfe du Mexique                     | Golfe du Mexique                 | Golfe du Mexique                                       |

### Urbanisme

#### Régions
- North Baldwin
- Eastern Shore
- Central Baldwin
- South Baldwin
- Southwest Baldwin
- East Baldwin

#### Municipalités

##### Villes
- Bay Minette
- Daphne
- Fairhope
- Foley
- Gulf Shores
- Orange Beach
- Robertsdale
- Spanish Fort

##### Villages
- Elberta
- Loxley
- Magnolia Springs
- Perdido Beach
- Silverhill
- Summerdale

##### Communautés non incorporées
- Barnwell
- Battles Wharf
- Bayside
- Belforest
- Blacksher
- Bon Secour
- Bridgehead
- Bromley
- Carney
- Carpenter
- Caswell
- Cedar Grove
- Clay City
- Crossroads
- D'Olive
- Douglasville
- Dyas
- Eastwood
- Ellisville
- Elsanor
- Fort Morgan
- Gasque
- Gateswood
- Georgetown
- Gulf Highlands
- Holly Hills
- Houstonville
- Hurricane
- Josephine
- Lillian
- Magnolia Beach
- Malbis
- Marlow
- Miflin
- Montrose
- Oak
- Oyster Bay
- Park City
- Perdido
- Perdido Key
- Pine Grove
- Pine Haven
- Point Clear
- Rabun
- River Park
- Romar Beach
- Seacliff
- Stapleton
- Stockton
- Swift
- Tensaw
- Turkey Branch
- Weeks Bay
- Yupon

##### Ville fantôme
- Blakeley

#### Transports
Les principales autoroutes du comté sont :  Interstate 10,  Interstate 65,  U.S. Route 31,  U.S. Route 90,  U.S. Route 98,  State Route 104,  State Route 180,  State Route 182.
Il y a quatre aéroports dans le comté : le Bay Minette, 1R8, une piste (08/26, 5 497 pieds), le Fairhope, 4R4, une piste (01/19, 6 604 pieds), le Foley, 5R4, une piste (18/36, 3 700 pieds), et l’aéroport Jack Edwards à Gulf Shores : deux pistes (09/27, 6 962 pieds et 17/35, 3 596 pieds)
Il y a plusieurs aéroports et héliports privés dans le comté. Un important espace aérien militaire couvre la plus grande partie du comté, de la baie et des côtes.

## Politique

### Élections de 2008
Lors de l'élection présidentielle de 2008, 61 192 suffrages (76 %) vont au candidat républicain John McCain, pour 19 362 (24 %) au démocrate Barack Obama.
Aux élections sénatoriales de 2008, le sénateur républicain sortant Jeff Sessions est réélu avec 63 605 voix (79 %) contre 16 436 (21 %) pour la démocrate Vivian Davis Figures.
Les élections à la Chambre de 2008, le comté de Baldwin faisant partie du 1er district congressionnel d'Alabama, n'offrent pas réellement d'enjeu : le républicain sortant Jo Bonner n'a pas d'adversaire.

### Politique environnementale
Le Bon Secour National Wildlife Refuge est une zone protégée au niveau national.

#### Identification environnementale
Deux endroits séparés ont été désignés Eau exceptionnelle d'Alabama (en anglais : Outstanding Alabama Water) par la Commission de Direction environnementale de l'Alabama (Alabama Environmental Management Commission) qui surveille le Département de Direction environnementale de l'Alabama (Alabama Department of Environmental Management). En avril 2007, seuls ces deux endroits ont reçu ce qui fait office de plus haut statut environnemental dans l'État : une portion de la Wolf Bay et 42 miles de la Tensaw River dans le nord du Comté. Les fonctionnaires pensent que les eaux primitives vont devenir une destination importante de l'écotourisme.

## Population et société

### Démographie
Au recensement de 2000, le Comté de Baldwin compte 140 415 habitants (49 % d'hommes et 51 % de femmes).
87,15 % de la population sont Blancs, 10,29 % sont Noirs ou Afro-américains, 0,58 % sont Amérindiens ou originaires de l'Alaska, 0,38 % sont Asiatiques, 0,03 % sont Océaniens. 1 % de la population est de deux races différentes. 1,76 % de la population étaient hispanique. 21,4 % étaient d'origine américaine, 12,5 % d'origine anglaise, 11,4 % d'origine allemande et 9,9 % d'origine irlandaise.
Parmi les 55 336 ménages peuplent le comté, 31,50 % ont des enfants de moins de 18 ans avec eux, 59,3 % étaient des couples mariés, 10,2 % étaient constitués d'une femme sans son conjoint, et 27,2 % n'était pas des familles. 23,3 % des ménages étaient composés d'une seule personne et 9,5 % concernait une personne de plus de 65 ans ou plus vivant seul. La taille moyenne du ménage est de 2,5 personnes. La taille moyenne des familles est de 2,94 personnes.
Dans le comté la répartition par tranche d'âge de la population est comme suit : 24,40 % en dessous de 18 ans, 7,5 % de 18 à 24 ans, 27,70 % de 25 à 44 ans, 24,9 % de 45 à 64 ans et 15,50 % de 65 ou plus. L'âge moyen est 39 ans.
| 1820  | 1830  | 1840  | 1850  | 1860  | 1870  | 1880  | 1890  | 1900   |
| ----- | ----- | ----- | ----- | ----- | ----- | ----- | ----- | ------ |
| 1 713 | 2 324 | 2 951 | 4 414 | 7 530 | 6 004 | 8 603 | 8 941 | 13 194 |

| 1910   | 1920   | 1930   | 1940   | 1950   | 1960   | 1970   | 1980   | 1990   |
| ------ | ------ | ------ | ------ | ------ | ------ | ------ | ------ | ------ |
| 18 178 | 20 730 | 28 289 | 32 324 | 40 997 | 49 088 | 59 382 | 78 556 | 98 280 |

| 2000    | 2010    | - | - | - | - | - | - | - |
| ------- | ------- | - | - | - | - | - | - | - |
| 140 415 | 182 265 | - | - | - | - | - | - | - |

### Éducation
Toutes les écoles publiques sont dirigées par le Baldwin County Board of Education.
23,1 % de la population de plus de 25 ans sont au moins détenteurs du premier diplôme universitaire, et 17,8 % de la population de plus de 18 ans ont servi dans l'armée américaine.

## Culture et patrimoine

### Registre national des sites historiques
En 2010, le National Park Service recense 56 propriétés listées dans son registre. Parmi ces sites se trouve le Fort Morgan.

### Alabama Register of Landmarks and Heritage
En 2004, la commission historique de l'Alabama recense 23 propriétés listées dans son registre.

## Sources
- (en) Cet article est partiellement ou en totalité issu de l’article de Wikipédia en anglais intitulé « Baldwin County, Alabama » (voir la liste des auteurs).

## Compléments